# 中川幸子
中川 幸子（なかがわ ゆきこ）は、日本の外交官。2008年（平成20年）6月17日から2010年（平成22年）9月10日までマリ共和国駐箚特命全権大使。勲等は瑞宝小綬章。

## 経歴・人物
三重県出身。1964年（昭和39年）に三重県立上野高校卒業。パリ大学大学院修了。
1987年（昭和62年）在マダガスカル大使館勤務。在モロッコ大使館一等書記官を経て、2006年（平成18年）2月から駐ドミニカ共和国兼ハイチ大使館一等書記官（駐ハイチ臨時代理大使）。2008年（平成20年）6月17日から2010年（平成22年）9月10日までマリ共和国駐箚特命全権大使を務め、同年11月19日辞職した。
2020年（令和2年）春の叙勲で、瑞宝小綬章を受章した。